# Prison du Pied-du-Courant

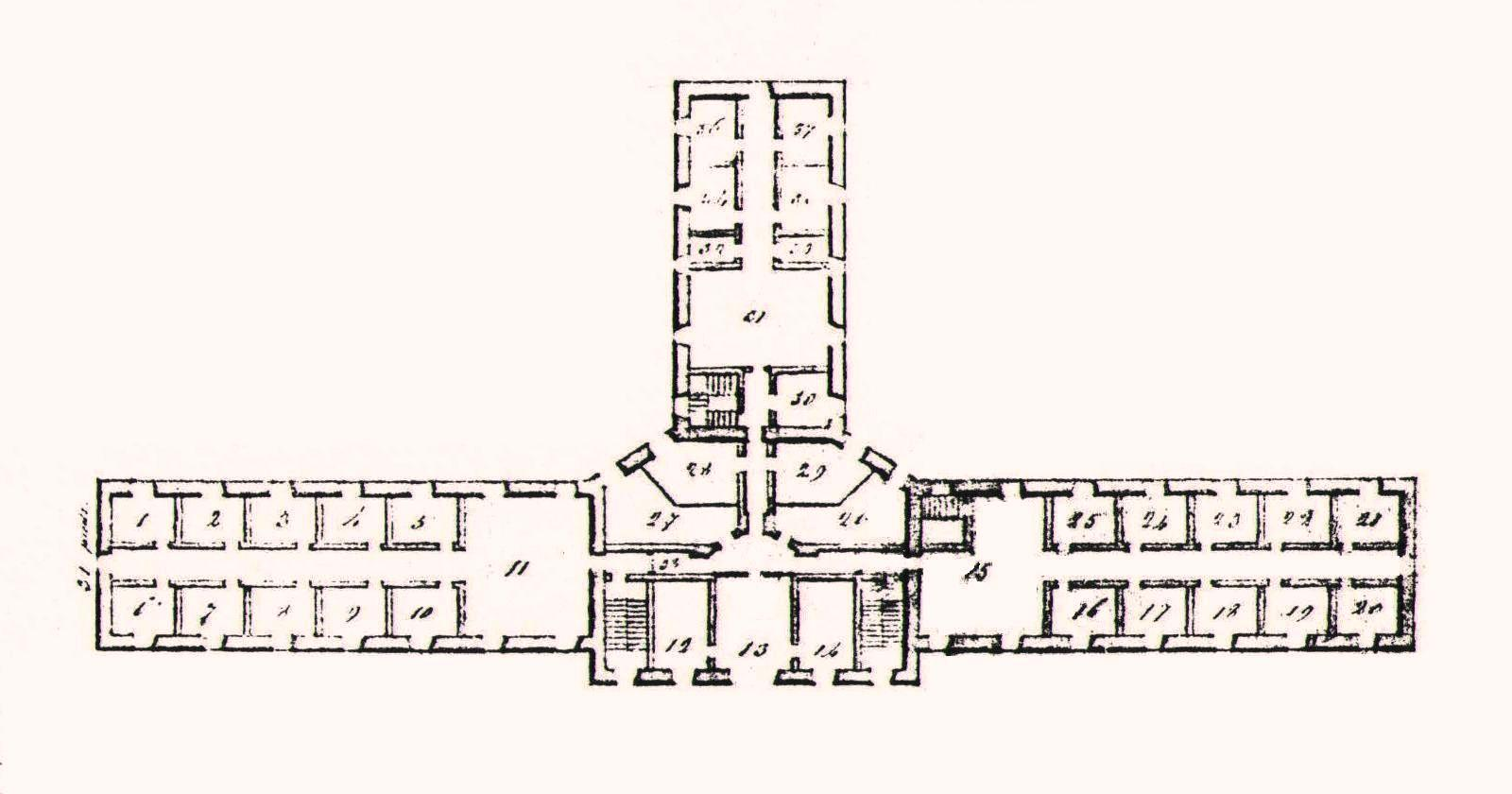
Plan du 3e étage, 1838. Dessin du notaire André Jobin.

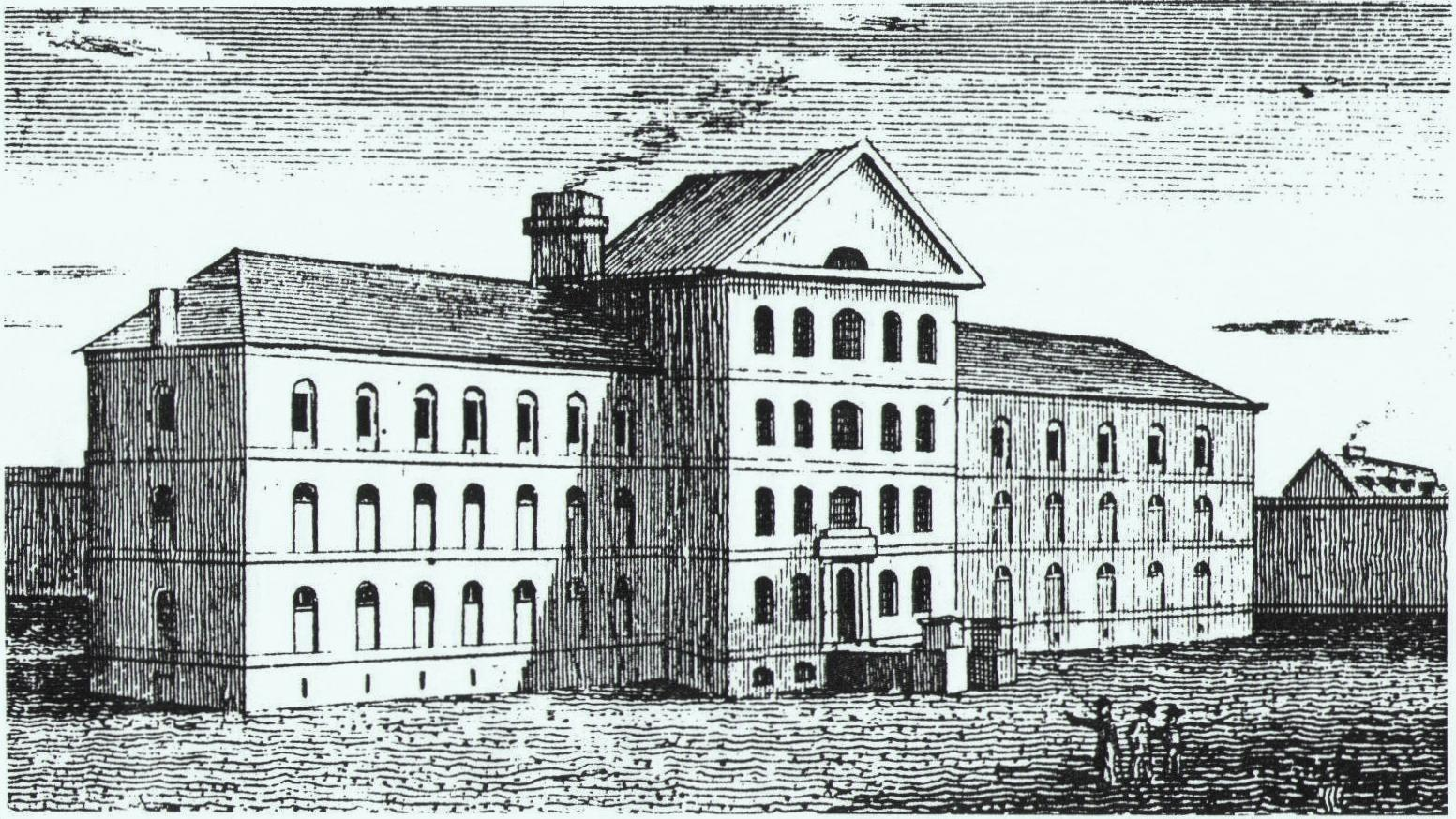
Vue de la prison en 1839. Dessin de J. Duncan.

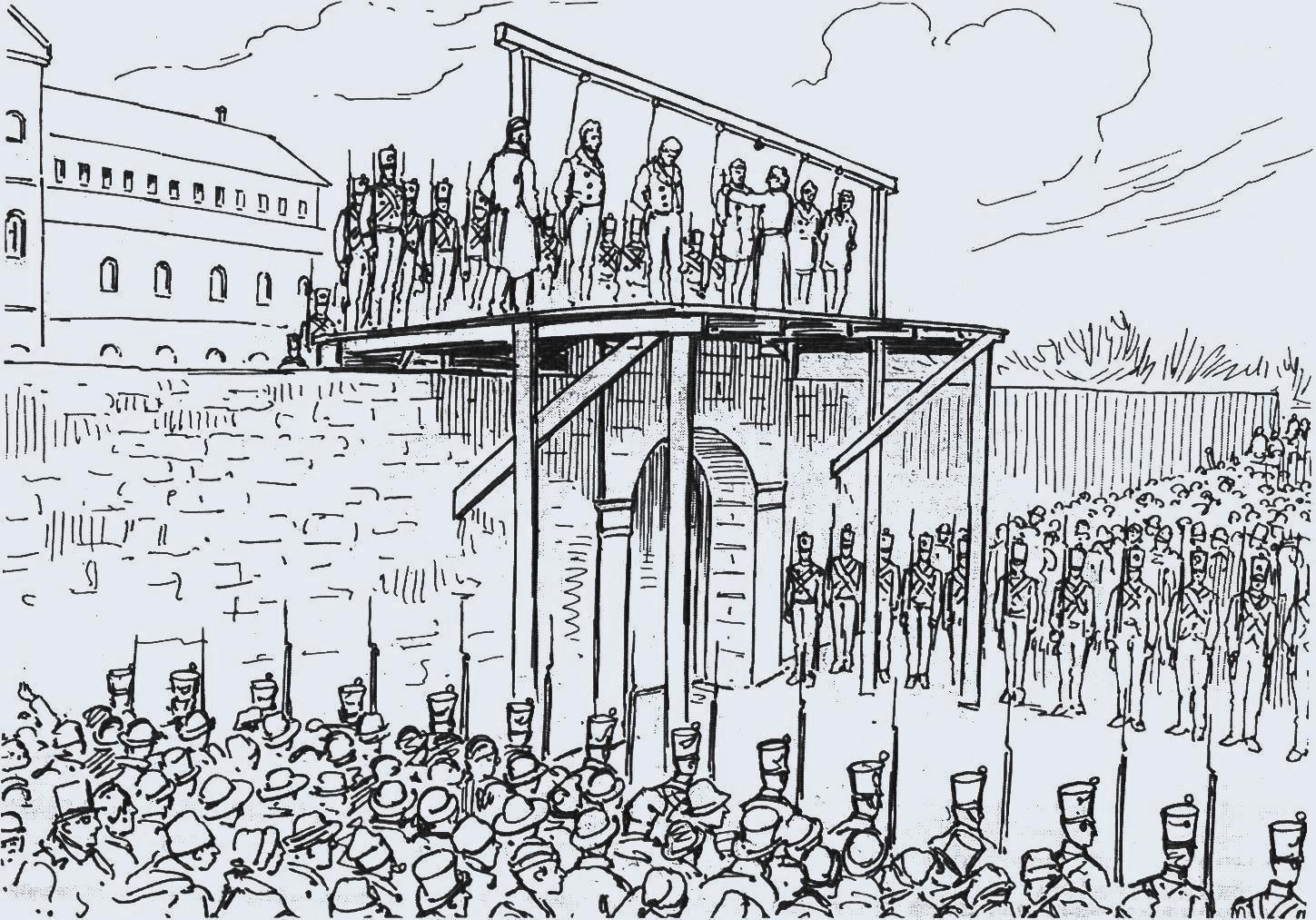
La pendaison de cinq patriotes sur l'échafaud installé au-dessus du portail de la prison en 1839

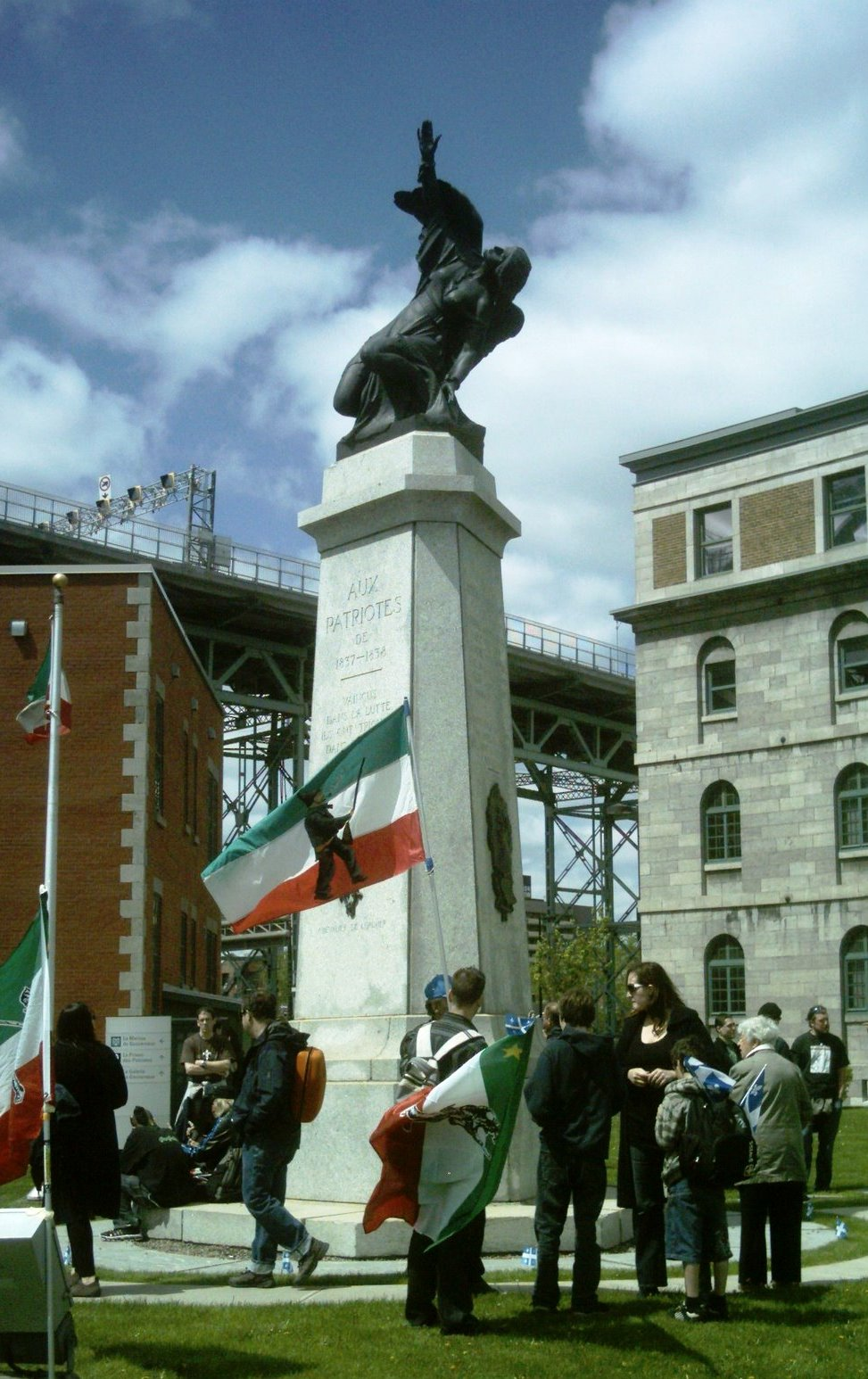
Monument aux Patriotes, œuvre d'Alfred Laliberté devant la prison, lieu de rassemblement lors de la journée nationale des patriotes

La prison du Pied-du-Courant ou prison des Patriotes-au-Pied-du-Courant est un édifice patrimonial de Montréal classé site historique en 1978. Prison de 1835 à 1912, la majeure partie de l'édifice est aujourd'hui occupée par Télé-Québec. Elle héberge aussi le centre d'interprétation: la Prison-des-Patriotes. Elle est située au 905 avenue De Lorimier dans l'arrondissement de Ville-Marie, près de la station de métro Papineau, du fleuve Saint-Laurent et du Pont Jacques-Cartier, au pied du courant Sainte-Marie.

## L'édifice
L'édifice a été construit entre 1831 et 1840 par les architectes George Blaiklock et John Wells. Autour d'un bloc central, trois ailes se déploient pour former un T inversé.
Laurence Lambert décrit l'édifice ainsi : « La façade de la prison originelle comprenait un avant-corps central de trois étages, en plus du rez-de-chaussée surmonté d'un fronton triangulaire et deux ailes de deux étages, avec une toiture en pavillon.
Les cellules sont réparties de façon symétrique sur chaque étage et selon la nature du crime. Au sous-sol, les cellules assez spacieuses sont destinées aux condamnés. Les cellules du rez-de-chaussée, plus étroites, sont occupées par ceux dont les peines sont plus légères. Au premier, dans des cellules de même dimension, logent les prévenus. Au deuxième, on retrouve, dans des cellules plus confortables, les mauvais créanciers. Enfin, au dernier étage du bâtiment central se situent la chapelle et les dortoirs des prisonniers affectés à l'entretien de la prison. »

## Les Patriotes

Ancienne prison de Montréal, plaque commémorative des Patriotes

Elle fut le lieu de l'incarcération et de l'exécution par pendaison d'un certain nombre de Patriotes ayant combattu dans la Rébellion du Bas-Canada.
Un rassemblement y est habituellement tenu à la Journée nationale des Patriotes.
Sur l'avant de son terrain se trouve le Monument aux Patriotes du sculpteur Alfred Laliberté.
Le film 15 février 1839 de Pierre Falardeau au sujet des Patriotes s'y déroule entièrement.
108 prisonniers sont emmenés en cour martiale en 1838. Neuf d’entre eux sont acquittés et 99 sont condamnés à mort. Entre décembre 1838 et février 1839, 12 patriotes ont été pendus à la prison du Pied-du-Courant. À la suite de complications, les dirigeants de la prison ont décidé d’arrêter les exécutions. L’un des 12 patriotes pendus a survécu à la corde. Les gardes ont donc dû le tuer et à l’époque, lorsque quelqu’un survit à la pendaison, cela veut dire qu’il avait été faussement accusé. 27 des 87 prisonniers qui n’ont pas été pendus ont été libérés sous caution. 58 ont été déportés en Australie et deux ont été bannis du pays.

## Les femmes
Les femmes patriotes ont fait beaucoup de petits gestes qui ont fait une grande différence dans le mouvement patriote. Elles ont énormément participé au boycottage de 1837. Certaines aident à la confection de munitions pour les armes à feu et certaines ont fait une différence dans les prisons. Par exemple Émilie Gamelin, qui apportait de la nourriture et des lettres pour les prisonniers de Pied-du-Courant. Elle était appelée « l’ange des prisonniers politiques ». Cette femme a apporté du réconfort aux détenus en faisant des prières et en faisant des lectures spirituelles avec eux,.

## La prison du Pied-du-Courant
La célèbre prison du Pied-du-Courant, aussi appelée prison des patriotes, englobe trois constructions principales; la prison, la maison du gouverneur et le mur d’enceinte. La prison et le mur d’enceinte ont été construits entre 1832 et 1840, alors que la maison du gouverneur a été construite en 1895. La prison est construite en rectangle avec une aile de chaque côté pour former un T. Ce lieu est inscrit à l'Inventaire des sites archéologiques du Québec. La prison commence à incarcérer des prisonniers en 1836, même si elle n’est pas terminée. En 1837, elle accueille 310 détenus, alors qu’elle est conçue pour en recevoir que la moitié à cette époque. À la suite de la loi martiale instaurée en 1838, il y a des arrestations sans preuves ni mandats (Lambert, 2000, web).

## Les conditions de vie des détenus
En 1838, il y a plus de 855 arrestations et toutes les prisons de Montréal sont pleines, ce qui apporte de mauvaises conditions de vie aux détenus. D’une part, les détenus à Pied-du-Courant doivent être 5 ou 6 à partager la même cellule, alors qu'elles ne sont faites que pour une ou deux personnes. D’autre part, les systèmes de chauffage étaient très mal organisés, puisque les cellules étaient chauffées par des poêles à bois. Cela signifie que la cellule la plus proche était bien trop chauffée et que les prisonniers détenus dans les cellules les plus éloignées n’avaient même pas l’impression qu’il y avait un système de chauffage. Cela implique que pour survivre au froid, les prisonniers devaient se coucher l’un par-dessus l’autre. De plus, les repas n’étaient pas d’un très grand luxe; c’était souvent la même nourriture qui était servie chaque jour et les portions étaient minimes. La dimension de la fenêtre est un aspect important d’une cellule. La lumière qui pénètre la cellule est souvent la seule que le détenu peut voir pendant plusieurs jours. C’est pour cela que les prisonniers moins coopératifs sont au rez-de-chaussée, là où il y a de toutes petites fenêtres, alors que ceux qui sont emprisonnés pour des crimes moins graves ou ceux qui aident les gardiens sont au quatrième étage avec des fenêtres un peu plus grandes (Radio-Canada, 2016, web) (Patrimoine-culturel, 2013, web),.

## Fin de la prison
La prison cesse ses activités en 1912. Les prisonniers sont transférés à la nouvelle prison de Bordeaux. La prison du Pied-du-Courant est restée déserte pendant 9 ans, jusqu’à ce que la Commission des Liqueurs, nouvellement créée, y installe ses locaux (Lambert, 2000, web). Le 28 juin 2017, il est annoncé que Télé-Québec ainsi que la Société de développement des entreprises culturelles s'associent afin d'acquérir l'édifice patrimonial Au-Pied-du-Courant. Le déménagement est complété en 2020.

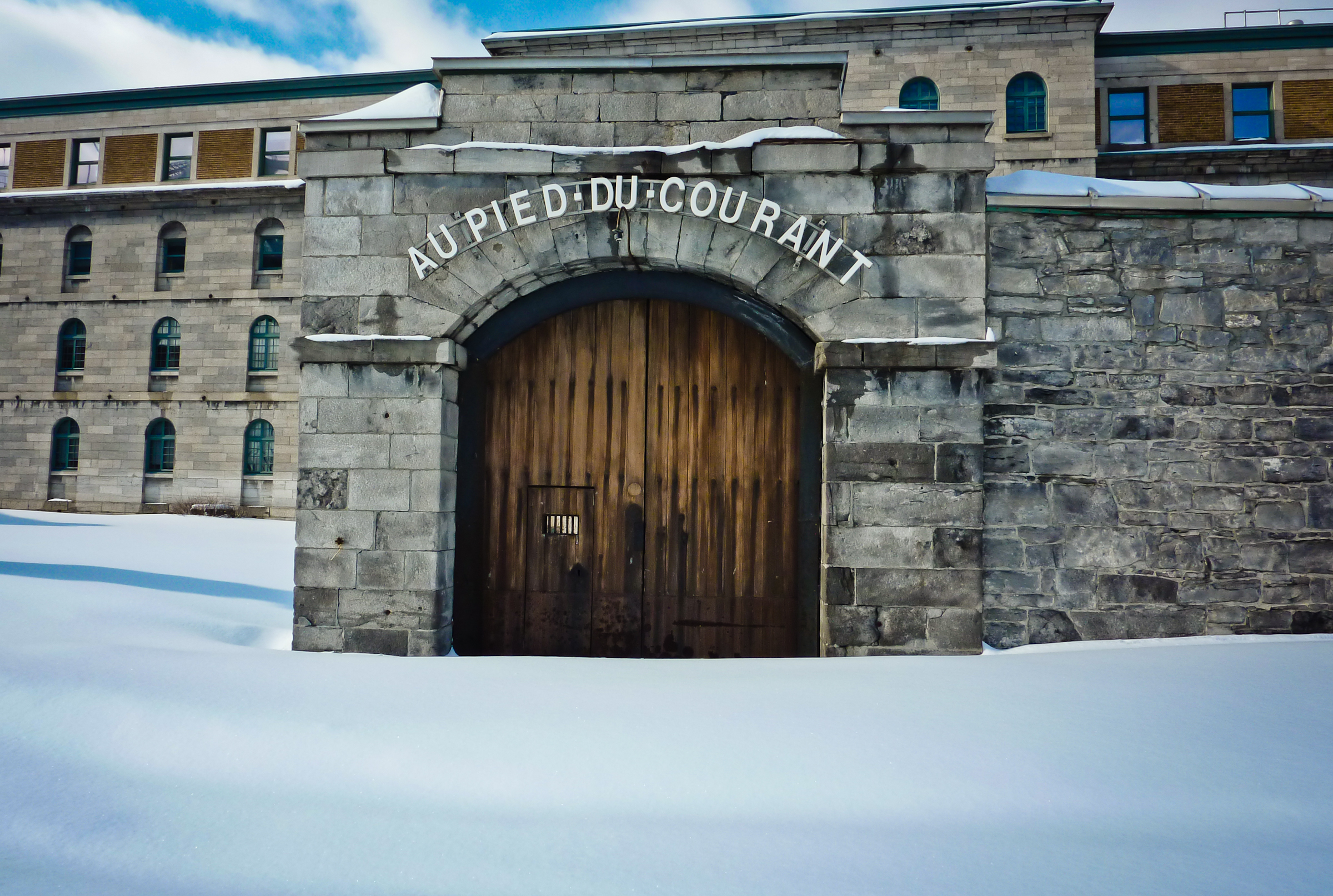
Porte d'entrée, prison des Patriotes-au-Pied-du-Courant, 905, avenue De Lorimier (Canada)

## Exécutions
Voici une liste des exécutions ayant eu lieu à la Prison.
- 21 décembre 1838
  - Joseph-Narcisse Cardinal - avocat et député
  - Joseph Duquet - notaire

- 18 janvier 1839
  - Pierre-Théophile Decoigne - hôtelier et notaire
  - François-Xavier Hamelin - cultivateur
  - Joseph-Jacques Robert - cultivateur
  - Christophe-Ambroise Sanguinet - cultivateur
  - Charles Sanguinet - cultivateur

- 15 février 1839
  - Amable Daunais - cultivateur
  - François-Marie-Thomas Chevalier de Lorimier - notaire
  - Charles Hindenlang - marchand et officier militaire
  - Pierre-Rémi Narbonne - peintre et huissier
  - François Nicolas - instituteur

- 9 décembre 1881: Hugh Hayvren

- 16 avril 1883: Timothy Milloy

- 13 décembre 1901: J.-E. Laplaine

- 13 juin 1902: Thorval Hansen ou Hancon

- 19 novembre 1909: John Dillon, aussi connu sous le nom de J. Smith

- 10 novembre 1910: Timothy Candy

- 26 mai 1911: F. Grivora ou Grevola

## Galerie

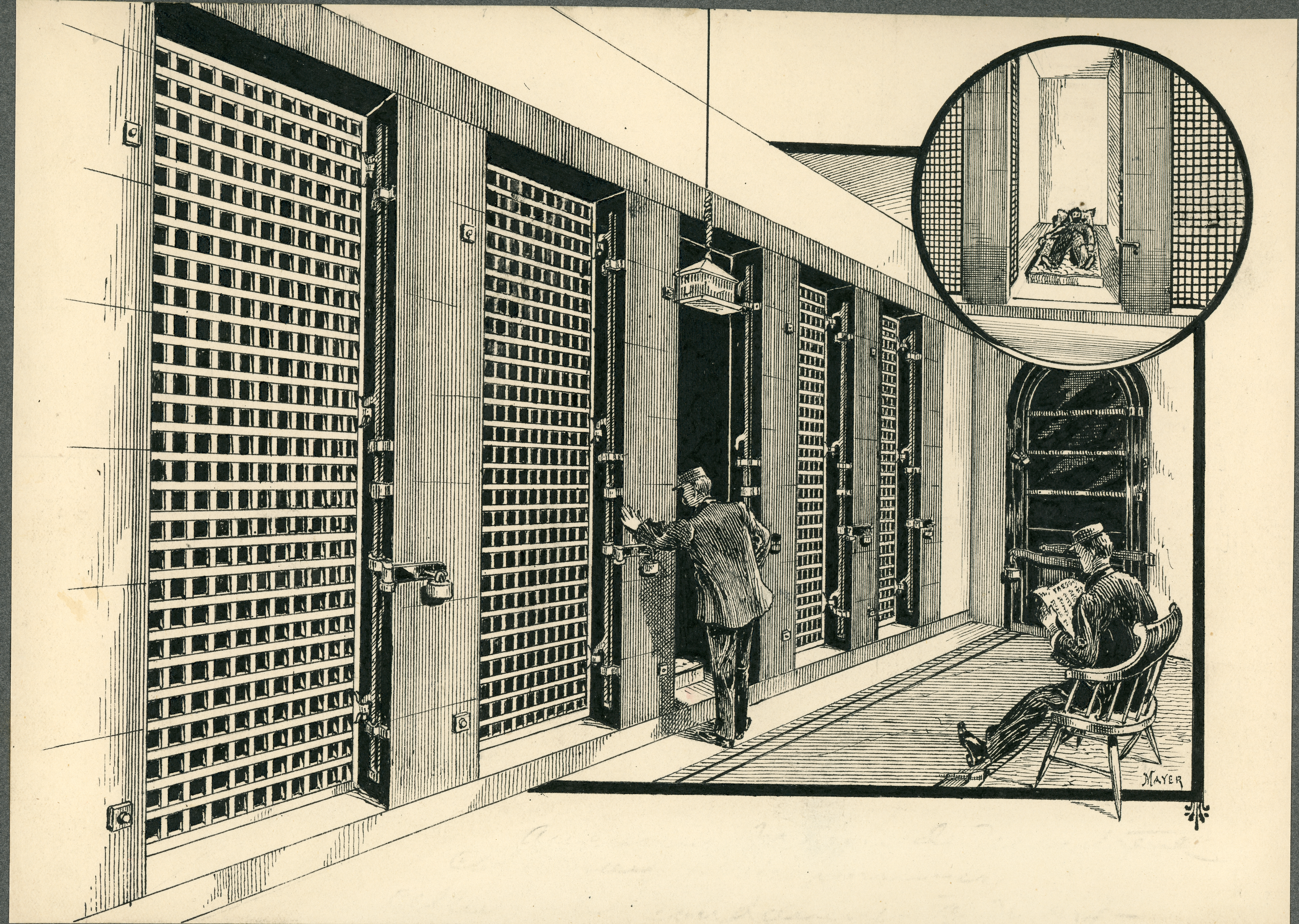
Cellule des condamnés à mort
Vestibule d'entrée
Aile Nord-Est
Chapelle

## Bibliographie

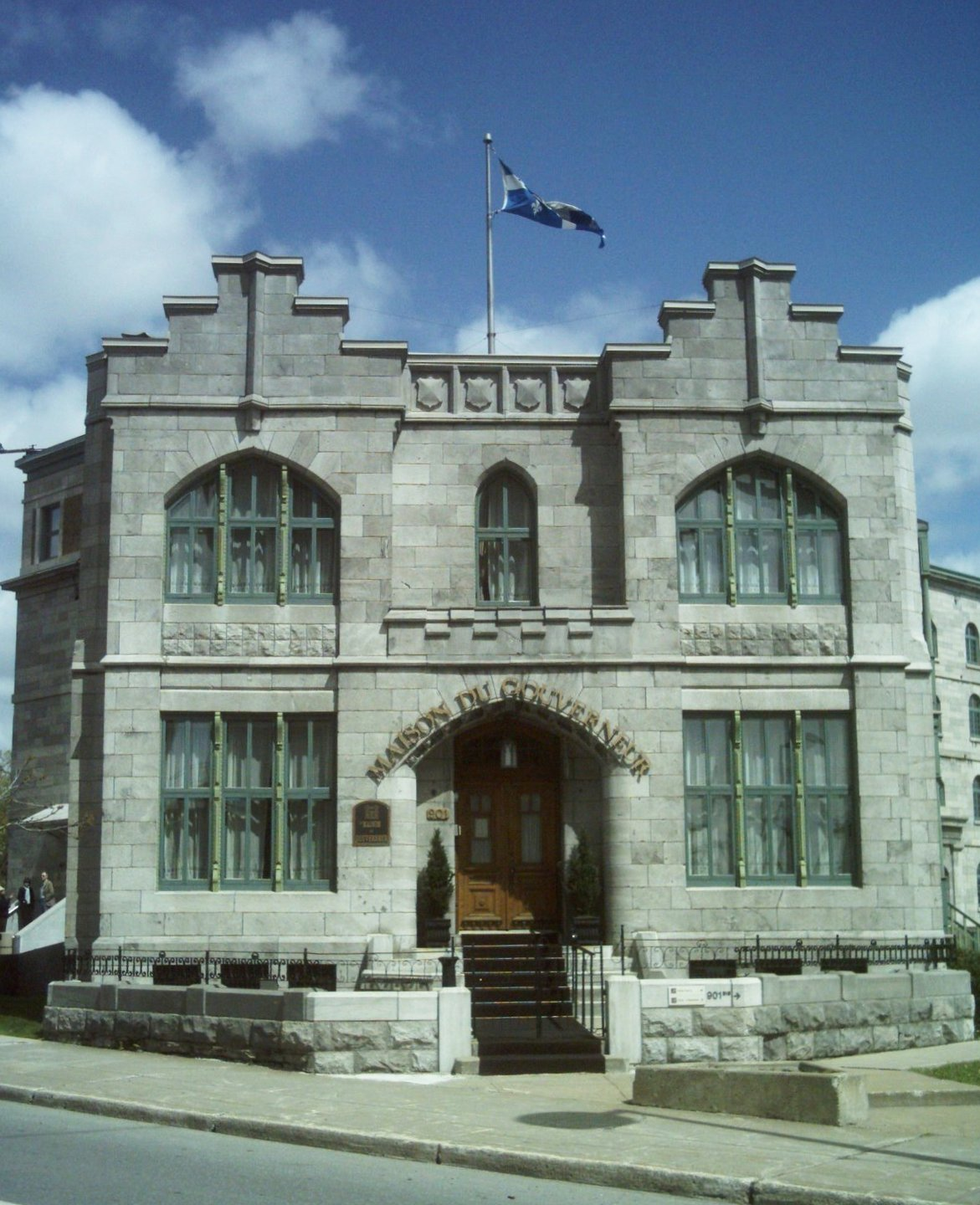
Maison du Gouverneur devant la prison

## Référence
1. ↑  Répertoire du patrimoine culturel du Québec
2. ↑  Maude Bouchard-Dupont, « La prison Au-Pied-du-Courant et le monument aux Patriotes », sur Mémoires des Montréalais; MEM – Centre des mémoires montréalaises, 15 mai 2020 (consulté le 2 mars 2021)
3. ↑  La prison du Pied du Courant, par Laurence Lambert
4. ↑  Registre de la prison de Montréal, 1837
5. ↑  « Le Québec et ses PATRIOTES de 1837-1838 »
6. ↑  Gilles Laporte, Brève histoire des patriotes, Québec, Septentrion, 2015, 361 p., p.119
7. ↑  « L’ange des prisonniers politiques »
8. ↑  « La prison du Pied du Courant »
9. ↑  « La prison du Pied-du-Courant »
10. ↑  « Prison des Patriotes-au-Pied-du-Courant »
11. ↑  « La prison du Pied du Courant »
12. ↑  « Télé-Québec et la SODEC achètent le siège social de la SAQ », sur La Presse, 28 juin 2017 (consulté le 17 janvier 2022)
13. ↑  "Pied-du-Courant (prison)" à La Mémoire du Québec